# フアト・ブルジャ
フアト・ブルジャ (Ahmet Fuat Bulca)は、オスマン帝国末期およびトルコ共和国初期の軍人。トルコの政治家。ムスタファ・ケマル・アタテュルクの親戚筋にあたる。最終階級は大佐。

## オスマン帝国期
1881年にセラーニク県のイェニシェヒール (イェニシェフリ・フェネル、ラリサ)でアレムダールザーデ・ヒュセイン・ベイの息子として生まれた。1901年12月17日、陸軍士官学校を歩兵少尉として卒業し (1317年入学組歩兵科第80席)、第17師団に配属された。1902年5月11日、エルバサン予備連隊第2中隊に配属された。1903年、マケドニアでブルガリア人の反乱が起きると、同連隊の第3大隊第1中隊長としてコソヴォ地区で6ヶ月間戦った。1904年3月6日、中尉に昇進し、第38連隊第4予備大隊第2ヴォディネ (エデッサ)中隊の小隊長として、カラフェリエ (ヴェリア)周辺で任務に就いた。1906年2月19日、所属部隊が正規部隊に改編され第90連隊第4大隊となり、同大隊とともに第二次立憲制の宣言までキョプリュリュ (現ヴェレス)やゴスティヴァルに留まってブルガリア人ゲリラと戦った後、1908年6月4日、ヴォディネに戻った。
1910年5月28日、第3軍下士官学校の教官となり、1911年4月27日、大尉に昇進しサロニカ下士官学校第1大隊長に任命された。伊土戦争では、10月24日にベンガジ戦線に派遣されデルネ (デルナ)東部地区の指揮官として約1年間、イタリア軍と戦った。1912年10月5日、トリポリタニアから帰国し、ハドゥムキョイにある総司令部やダーダネルス混成部隊に配属された後、1913年2月18日、トラブゾン予備連隊の中隊長に、8月10日、アブデュルハミド2世が監視下に置かれていたベイレルベイ宮殿の警護中隊長に任命され、1914年1月10日、上級大尉に昇進した。

## 第一次世界大戦
1914年9月2日にオスマン帝国が総動員令を発令すると、第15連隊第3大隊長としてベルガマに送られ、9月14日、少佐に昇進した。12月18日、第24連隊第3大隊長に任命され、ガリポリ戦線のアナファルタラル地区で戦った。連合軍がガリポリ半島から撤退した後、クルクキリセ (クルクラーレリ)に、さらにシン地峡 (今日のトルコ共和国のディヤルバクル県とムシュ県の境界)に送られた。1916年5月14日、第23連隊の連隊長代理となり、ムシュとチャパクチュル (ビンギョル)での戦闘に参加した。1918年3月31日、同連隊を率いてシリア戦線のユルドゥルム軍集団隷下の第4軍に配属された。英連邦軍のメギッド攻勢時、ダマスカス陥落の2日後、ヨルダン川西岸のドマ付近で、アースム・ベイ (ギュンデュズ)指揮下の第48師団とともにオーストラリア・ニュージーランド軍団騎乗師団の捕虜になった。

## トルコ独立戦争
1920年3月30日、釈放されイスタンブールに戻った後、アナトリアに渡り、12月21日にイネボルに上陸しアンカラに至った。12月28日、第1師団歩兵旅団長、1921年1月14日、同師団長代理となり、3月14日、中佐に昇進した。サカリヤの戦いに第20師団長として参加した後、第11師団長に任命され、10月25日にはアンカラ司令部司令官となった。また、ムスタファ・フェフミ・エフェンディ (ゲルチェケル)の執り行ったムスタファ・ケマル・パシャとフィクリイェ・ハヌムのイマーム婚で、アフメト・ムザッフェル (クルチ)とともに証人を務めたとされる。

## 共和国初期
1923年7月15日の第二期大国民議会の選挙で432票を獲得しリゼ県から選出され、8月11日、初登院した。第三期、第四期にもリゼ県から、第五期にはチョルフ県から大国民議会議員に選出された。1925年1月4日、大佐に昇進した。1927年7月17日、依願により退役した。この間、ジェヴァート・アッバス・ベイ (ギュレル)の後任としてトルコ航空協会の会長に就任し、1939年3月1日まで在任した。

## 晩年
ムスタファ・ケマル・アタテュルクの死後、イスメト・イニョニュが大統領に就任すると、シュクリュ・カヤ、アリ・クルチ、レジェプ・ズュヒテュ・ソヤク、シャーキル・ケセビルなどと同様に政治から遠ざけられた。その後、1962年9月14日、交通事故で亡くなり、サフラーユジェディード墓地に埋葬された。1988年、アンカラのトルコ国立墓地に改葬された。

## 家族
- ムスタファ・ケマル・アタテュルク：親戚、フアト・ブルジャは、ムスタファ・ケマルの母ズュベイデ・ハヌム（トルコ語版）の二番目の夫ラグプ・ベイの甥とされる[7]
- フィクリイェ・ハヌム：従兄弟
- アリ・エンヴェル・オズディンチェル：従兄弟